# Milano-Sanremo 2003
La Milano-Sanremo 2003, novantaquattresima edizione della corsa, fu disputata il 22 marzo 2003 e venne vinta da Paolo Bettini con il tempo di 6h44'43". Quest'ultimo aveva attaccato sul Poggio, insieme a Celestino, Paolini e Di Luca, resistendo nel finale al ritorno del gruppo regolato dal vincitore uscente Mario Cipollini.
Alla partenza, alle 9.30 a Milano, erano presenti 194 corridori di cui 170 portarono a termine il percorso.

## Percorso
Venne reinserito il Passo del Turchino (eliminato nelle edizioni 2001 e 2002), ma fu eliminato il passaggio da Capo Mele per via di una frana sulla Via Aurelia e sostituito con un tratto autostradale. Confermati invece Capo Cervo, Capo Berta e la salita del Poggio a pochi chilometri dall'arrivo in via Roma.

## Squadre partecipanti
| N.      | Cod. | Squadra                          |
| ------- | ---- | -------------------------------- |
| 1-8     | DVE  | Domina Vacanze-Elitron           |
| 11-18   | A2R  | AG2R Prévoyance                  |
| 21-28   | ALS  | Alessio                          |
| 31-38   | PAN  | Ceramiche Panaria-Fiordo         |
| 41-48   | COF  | Cofidis, le Crédit par Téléphone |
| 51-58   | C.A  | Crédit Agricole                  |
| 61-68   | DNC  | De Nardi-Colpack                 |
| 71-78   | FAS  | Fassa Bortolo                    |
| 81-88   | FDJ  | fdjeux.com                       |
| 91-98   | GST  | Gerolsteiner                     |
| 101-108 | BAN  | iBanesto.com                     |
| 111-118 | KEL  | Kelme-Costa Blanca               |
| 121-128 | LAM  | Lampre                           |

| N.      | Cod. | Squadra                           |
| ------- | ---- | --------------------------------- |
| 131-138 | LAN  | Landbouwkrediet-Colnago           |
| 141-148 | LOT  | Lotto-Domo                        |
| 151-158 | ONC  | ONCE-Eroski                       |
| 161-168 | PHO  | Phonak Hearing Systems            |
| 171-178 | QSD  | Quick Step-Davitamon              |
| 181-188 | RAB  | Rabobank                          |
| 191-198 | SAE  | Saeco                             |
| 201-208 | SID  | Sidermec                          |
| 211-218 | COA  | Team Coast                        |
| 221-228 | CSC  | Team CSC                          |
| 231-238 | TEL  | Team Telekom                      |
| 241-248 | USP  | US Postal Service p/b Berry Floor |

## Ordine d'arrivo (Top 10)
| Pos. | Corridore       | Squadra       | Tempo    |
| ---- | --------------- | ------------- | -------- |
| 1    | Paolo Bettini   | Quick Step    | 6h44'43" |
| 2    | Mirko Celestino | Saeco         | s.t.     |
| 3    | Luca Paolini    | Quick Step    | a 2"     |
| 4    | Mario Cipollini | Domina Vac.   | a 11"    |
| 5    | Dario Pieri     | Saeco         | s.t.     |
| 6    | Erik Zabel      | Team Telekom  | s.t.     |
| 7    | Óscar Freire    | Rabobank      | s.t.     |
| 8    | Ján Svorada     | Lampre        | s.t.     |
| 9    | Sergej Ivanov   | Fassa Bortolo | s.t.     |
| 10   | Guido Trenti    | Fassa Bortolo | s.t.     |